# Grand Prix Formule 1 van Brazilië 1987
De Grand Prix Formule 1 van Brazilië 1987 werd gehouden op 12 april 1987 in Jacarepagua.

## Verslag

### Kwalificatie
Wagens met Honda-motoren domineerden de kwalificatie. Nigel Mansell kwalificeerde zich voor Nelson Piquet. Ayrton Senna vertrok in de Lotus vanaf de derde startplaats.

### Race
March trok voor de race haar wagen terug wegens een gebrek aan motoren. Piquet vertrok het snelste, voor Senna terwijl Mansell een slechte start maakte: Thierry Boutsen, Teo Fabi en Alain Prost gingen hem voorbij. Piquet moest in de zevende ronde echter al binnenkomen in de pits doordat zijn motor oververhitte door vuil in de sidepods. Hij kwam terug in elfde positie, waardoor Senna de leiding kon nemen voor Mansell, die zich al teruggevochten had naar de tweede plaats. Ook de Brit moest in de pits komen, om zijn sidepods proper te maken. Hij kwam terug op de baan achter Piquet.
Senna moest hierna ook in de pits komen wegens problemen met het rijgedrag van de wagen. Hierdoor nam Prost de leiding. Hij werd kort voorbijgegaan door Boutsen toen hij in de pits ging voor nieuwe banden. Ook Piquet reed voor zijn tweede pitstop in de 21ste ronde nog even op de eerste plaats. Na zijn stop reed Prost echter tot het einde van de race op de eerste plaats. Hij spaarde zijn banden waardoor hij slechts twee stops moest maken, terwijl zijn concurrenten Senna en Piquet er drie moesten maken.
Mansell werd nog teruggeslagen met een lekke band. In de 51ste ronde moest Senna opgeven met motorproblemen, terwijl hij op de tweede plaats reed. Prost won uiteindelijk de race, voor Piquet, Stefan Johansson, Gerhard Berger, Boutsen en Mansell.

## Uitslag
| Positie | Nr | Rijder             | Team                   | Ronden | Tijd/Opgave         | Startplaats | Punten |
| ------- | -- | ------------------ | ---------------------- | ------ | ------------------- | ----------- | ------ |
| 1       | 1  | Alain Prost        | McLaren-TAG            | 61     | 1:39:45.141         | 5           | 9      |
| 2       | 6  | Nelson Piquet      | Williams-Honda         | 61     | + 40.547            | 2           | 6      |
| 3       | 2  | Stefan Johansson   | McLaren-TAG            | 61     | + 56.758            | 10          | 4      |
| 4       | 28 | Gerhard Berger     | Ferrari                | 61     | + 1:39.235          | 7           | 3      |
| 5       | 20 | Thierry Boutsen    | Benetton-Ford          | 60     | + 1 Ronde           | 6           | 2      |
| 6       | 5  | Nigel Mansell      | Williams-Honda         | 60     | + 1 Ronde           | 1           | 1      |
| 7       | 11 | Satoru Nakajima    | Lotus-Honda            | 59     | + 2 Rondes          | 12          |        |
| 8       | 27 | Michele Alboreto   | Ferrari                | 58     | Spin                | 9           |        |
| 9       | 10 | Christian Danner   | Zakspeed               | 58     | + 3 Rondes          | 17          |        |
| 10 (1)  | 3  | Jonathan Palmer    | Tyrrell-Ford           | 58     | + 3 Rondes          | 18          |        |
| 11 (2)  | 4  | Philippe Streiff   | Tyrrell-Ford           | 57     | + 4 Rondes          | 20          |        |
| 12 (3)  | 14 | Pascal Fabre       | AGS-Ford               | 55     | + 6 Rondes          | 22          |        |
| NF      | 18 | Eddie Cheever      | Arrows-Megatron        | 52     | Oververhitting      | 14          |        |
| NF      | 12 | Ayrton Senna       | Lotus-Honda            | 50     | Motor               | 3           |        |
| NF      | 7  | Riccardo Patrese   | Brabham-BMW            | 48     | Elektrisch probleem | 11          |        |
| NF      | 8  | Andrea de Cesaris  | Brabham-BMW            | 21     | Differentieel       | 13          |        |
| NF      | 17 | Derek Warwick      | Arrows-Megatron        | 20     | Motor               | 8           |        |
| NF      | 21 | Alex Caffi         | Osella-Alfa Romeo      | 20     | Opgave              | 21          |        |
| NF      | 24 | Alessandro Nannini | Minardi-Motori Moderni | 17     | Ophanging           | 15          |        |
| NF      | 9  | Martin Brundle     | Zakspeed               | 15     | Turbo               | 19          |        |
| NF      | 19 | Teo Fabi           | Benetton-Ford          | 9      | Turbo               | 4           |        |
| DQ      | 23 | Adrián Campos      | Minardi-Motori Moderni | 3      | Gediskwalificeerd   | 16          |        |
| DNS     | 16 | Ivan Capelli       | March-Ford             | 0      | Niet gestart        | 23          |        |

- De nummers tussen haakjes zijn de plaatsen voor de Jim Clark-trofee.

## Statistieken
| Pole-position | Nigel Mansell | Williams-Honda | 1:26.128 |
| Snelste ronde | Nelson Piquet | Williams-Honda | 1:33.861 |

## Noot
- Dit was het debuut van de Spaanse coureur Adrián Campos, de Japanse coureur Satoru Nakajima en de Franse coureur Pascal Fabre.
- Vijfde pole position voor Nigel Mansell.
- Dit was de vierde overwinning van de Grote Prijs van Brazilië voor Alain Prost, en hiermee vestigde hij een nieuw record. Hij verbrak het oude record van Carlos Reutemann (3), gevestigd tijdens de Grote Prijs van Brazilië van 1981.

1972 · 1973 · 1974 · 1975 · 1976 · 1977 · 1978 · 1979 · 1980 · 1981 · 1982 · 1983 · 1984 · 1985 · 1986 · 1987 · 1988 · 1989 · 1990 · 1991 · 1992 · 1993 · 1994 · 1995 · 1996 · 1997 · 1998 · 1999 · 2000 · 2001 · 2002 · 2003 · 2004 · 2005 · 2006 · 2007 · 2008 · 2009 · 2010 · 2011 · 2012 · 2013 · 2014 · 2015 · 2016 · 2017 · 2018 · 2019